# Trémont-sur-Saulx
Trémont-sur-Saulx település Franciaországban, Meuse megyében. Lakosainak száma 571 fő (2022. január 1.). Trémont-sur-Saulx Beurey-sur-Saulx, Brillon-en-Barrois, Combles-en-Barrois, Fains-Véel, Lisle-en-Rigault, Robert-Espagne és Ville-sur-Saulx községekkel határos.

## Népesség
A település népessége az elmúlt években az alábbi módon változott:
| Lakosok száma | 488  | 506  | 608  | 642  | 621  | 617  | 607  | 605  | 605  | 571  |
|               | 1968 | 1982 | 1990 | 2006 | 2013 | 2015 | 2017 | 2019 | 2020 | 2022 |